# Afrodisiac (펠라 쿠티의 음반)
| 전문가 평가 | 전문가 평가 |
| 평가 점수   | 평가 점수   |
| 출처        | 점수        |
| ----------- | ----------- |
| AllMusic    | [ 1 ]       |
| Pitchfork   | 8.6/10      |

《Afrodisiac》은 1973년 EMI 레코드에서 발매된 나이지리아의 아프로비트 음악가 펠라 쿠티의 스튜디오 음반이다. 이 음반의 네 곡은 1972년 영국 런던에서 재녹음한 것이다. 이 음반에는 쿠티의 첫 번째 나이지리아 히트곡 〈Jeun Ko Ku〉가 수록되어 있는데, 200,000장 이상이 팔렸다.

## 배경
올뮤직은 "이 네 가지 운동은 펑크와 아프리카 음악의 자극적인 혼합물이며, 많은 펑크와 이후 빈티지의 아프리카 음반의 동질성을 피하고 쉬지 않고 높은 에너지로 이루어집니다. 호른, 전자 키보드, 드럼, 그리고 펠라의 활기찬 보컬 사이의 상호 작용은 춤을 출 수 있게 만드는 흙스러움을 희생하지 않고 재즈적인 특성을 제공합니다."라고 말했다.
이 음반은 후에 미국의 포스트 펑크 밴드 토킹 헤즈의 1980년 음반인 《Remain in Light》의 영감과 템플릿이 되었다.

## 곡 목록
모든 곡들은 펠라 쿠티에 의해 작사/작곡하였다.
| #  | 제목                           | 재생 시간 |
| -- | ------------------------------ | --------- |
| 1. | 〈Alu Jon Jonki Jon〉          | 12:41     |
| 2. | 〈Jeun Ko Ku (Chop & Quench)〉 | 7:14      |
| 3. | 〈Eko Ile〉                    | 6:41      |
| 4. | 〈Je'nwi Temi (Don't Gag Me)〉 | 13:15     |